# Leichtathletik-Europameisterschaften 1934/Diskuswurf der Männer

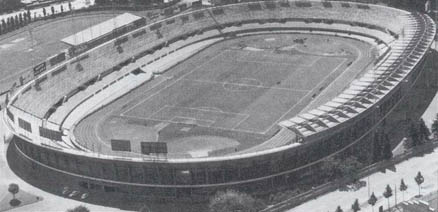
Turiner Olympiastadion – damalige Bezeichnung
Stadio Benito Mussolini

Der Diskuswurf der Männer bei den Leichtathletik-Europameisterschaften 1934 wurde am 8. September 1934 im Turiner Stadio Benito Mussolini ausgetragen.
Europameister wurde der Schwede Harald Andersson, der vor dem Franzosen Paul Winter gewann. Bronze ging an den Ungarn István Donogán.

## Rekorde

### Bestehende Rekorde
| Weltrekord           | 52,42 m                                             | Harald Andersson                                    | Oslo, Norwegen                                      | 25. August 1934                                     |
| Europarekord         | 52,42 m                                             | Harald Andersson                                    | Oslo, Norwegen                                      | 25. August 1934                                     |
| Meisterschaftsrekord | Einen Europameisterschaftsrekord gab es noch nicht. | Einen Europameisterschaftsrekord gab es noch nicht. | Einen Europameisterschaftsrekord gab es noch nicht. | Einen Europameisterschaftsrekord gab es noch nicht. |

### Erster Europameisterschaftsrekord
Im Wettbewerb am 8. September gab es den folgenden ersten Europameisterschaftsrekord, der dann noch zweimal gesteigert wurde:
- 47,50 m – Harald Andersson (Schweden), Qualifikation
- Weite von mehr als 48 Metern – Harald Andersson (Schweden), Finale, erster Durchgang
- 50,38 m – Harald Andersson (Schweden), Finale, dritter Durchgang

## Durchführung
In den Quellenangaben (europäischer Leichtathletikverband EAA sowie bei todor66) finden sich zwei Ergebnislisten: eine mit den Qualifikationsresultaten und eine mit dem Finalergebnis. Als Datum ist dort für beide Wettbewerbsteile der 8. September 1934 benannt. Die Übersicht zur Qualifikation auf der Seite der EAA listet die ersten sechs Werfer auf, bei todor.com findet sich die komplette Ergebnisliste der Qualifikationsteilnehmer, auf die dieser Artikel Bezug nimmt.
Bei den Olympischen Spielen in dieser Zeit war es in den Sprung- und Wurfdisziplinen übliche Praxis, zunächst am Morgen des Wettkampftages eine Qualifikationsrunde durchzuführen, wenn die Zahl der Teilnehmer nicht zu gering war. Allerdings wurde diese Vorausscheidung in zwei Gruppen ausgetragen. Das Finale fand dann in aller Regel am Nachmittag desselben Tages statt.

## Qualifikation

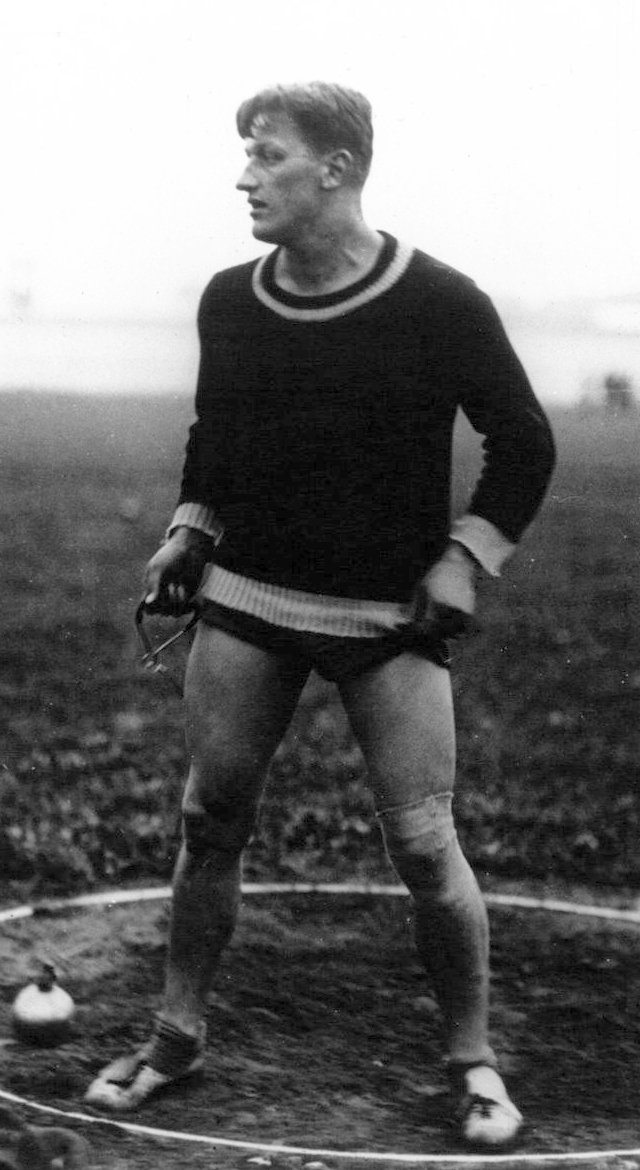
Zygmunt Hejasz schied mit 42,50 m in der Qualifikation aus

8. September 1934
| Platz           | Name                  | Nation             | Weite      |
| --------------- | --------------------- | ------------------ | ---------- |
| 1               | Harald Andersson      | Schweden           | 47,50 m CR |
| 2               | Arnold Viiding        | Estland            | 46,30 m    |
| 3               | Paul Winter           | Frankreich         | 45,30 m    |
| 4               | József Remecz         | Ungarn             | 45,20 m    |
| 5               | Jules Noël            | Frankreich         | 45,11 m    |
| 6               | Anton Karlsson        | Schweden           | 43,70 m    |
| k. A.           | István Donogán        | Ungarn             | k. A.000   |
| k. A.           | Nikólaos Syllas       | Griechenland       | k. A.000   |
| k. A.           | Giorgio Oberweger     | Königreich Italien | k. A.000   |
| k. A.           | Emil Janausch         | Österreich         | k. A.000   |
| k. A.           | Kalevi Kotkas         | Finnland           | k. A.000   |
| k. A.           | Jaroslav Knotek       | Tschechoslowakei   | k. A.000   |
| 13              | Zygmunt Heljasz       | Polen              | 42,50 m    |
| 14              | Kamen Ganchev         | Bulgarien          | 40,28 m    |
| Ränge 15 bis 18 | Petre Havalet         | Rumänien           | k. A.000   |
| Ränge 15 bis 18 | Aad de Bruyn          | Niederlande        | k. A.000   |
| Ränge 15 bis 18 | Jānis Dimza           | Lettland           | k. A.000   |
| Ränge 15 bis 18 | Vilis Rozenbergs      | Lettland           | k. A.000   |
| DNS             | František Douda       | Tschechoslowakei   |            |
| DNS             | Hans-Günter Meyer     | Deutsches Reich    |            |
| DNS             | Nikola Kleut          | Jugoslawien        |            |
| DNS             | Hans-Heinrich Sievert | Deutsches Reich    |            |
| DNS             | Jean Wagner           | Luxemburg          |            |

## Finale
8. September 1934

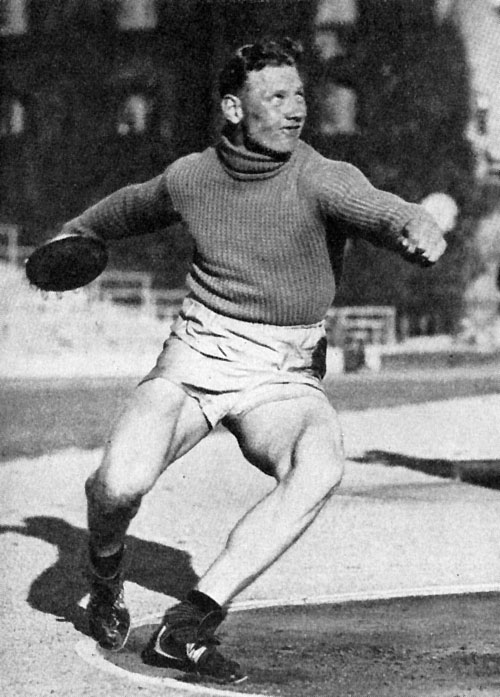
Der favorisierte Weltrekordler Harald Andersson wurde Europameister mit klarem Vorsprung

Bei todor66 sind bezüglich der ersten vier Werfer noch detailliertere Angaben gemacht:
- Harald Andersson: Der Sieger erzielte seine Bestweite mit seinem dritten Wurf. Im ersten Durchgang landete sein Diskus bei einer Weite von mehr als 48 Metern, im zweiten bei ca. 47 Metern.
- Der zweitplatzierte Paul Winter erzielte seine Bestweite mit seinem zweiten Wurf.
- István Donogán: Der Bronzemedaillengewinner hatte einen ersten ungültigen Wurf, kam im zweiten Durchgang auf 45,28 m und erzielte anschließend seine Bestweite mit seinem dritten Wurf.
- József Remecz erzielte seine Bestweite mit seinem ersten Wurf, sein zweiter Versuch war ungültig.

| Platz | Name              | Nation             | Weite      |
| ----- | ----------------- | ------------------ | ---------- |
| 1     | Harald Andersson  | Schweden           | 50,38 m CR |
| 2     | Paul Winter       | Frankreich         | 47,09 m    |
| 3     | István Donogán    | Ungarn             | 45,91 m    |
| 4     | József Remecz     | Ungarn             | 45,54 m    |
| 5     | Arnold Viiding    | Estland            | 45,51 m    |
| 6     | Giorgio Oberweger | Königreich Italien | 45,38 m    |
| 7     | Jules Noël        | Frankreich         | 45,02 m    |
| 8     | Emil Janausch     | Österreich         | 45,01 m    |
| 9     | Anton Karlsson    | Schweden           | 43,89 m    |
| 10    | Kalevi Kotkas     | Finnland           | 42,50 m    |
| 11    | Nikólaos Syllas   | Griechenland       | 41,53 m    |
| NM    | Jaroslav Knotek   | Tschechoslowakei   | ogV000     |

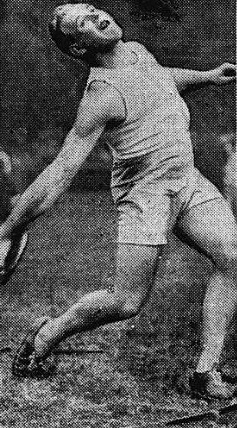
Vizeeuropameister Paul Winter
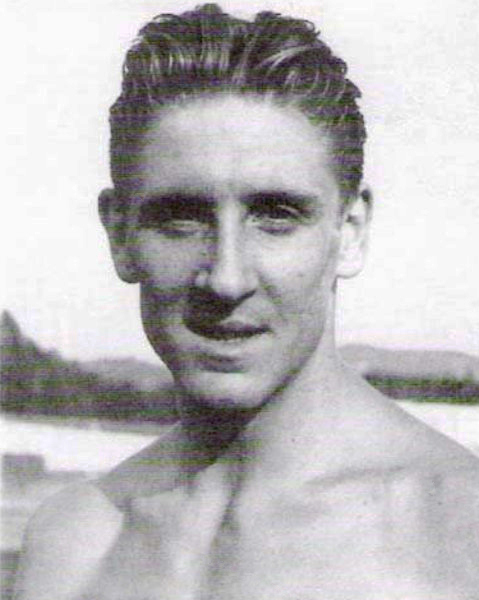
Giorgio Oberweger belegte Rang sechs
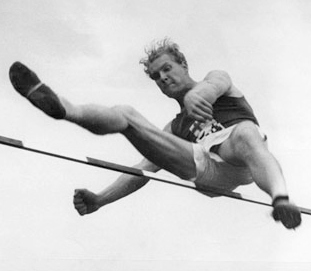
Kalevi Kotkas – tags zuvor Europameister im Hochsprung – wurde im Diskuswurf Zehnter